# Cantone di Saint-Lô-Ovest
Il Cantone di Saint-Lô-Ovest era una divisione amministrativa dell'arrondissement di Saint-Lô.
È stato soppresso a seguito della riforma complessiva dei cantoni del 2014, che è entrata in vigore con le elezioni dipartimentali del 2015.
Comprendeva parte della città di Saint-Lô e i comuni di
- Agneaux
- Le Mesnil-Rouxelin
- Rampan
- Saint-Georges-Montcocq